# Zonophora campanulata
Zonophora campanulata là loài chuồn chuồn trong họ Gomphidae. Loài này được Burmeister mô tả khoa học đầu tiên năm 1839.